# Satoshi Tajiri
Ne pas confondre avec Tsunekazu Ishihara, président de The Pokémon Company
Satoshi Tajiri (田尻 智, Tajiri Satoshi), né le 28 août 1965, est un créateur et producteur de jeu vidéo japonais. Il est notamment connu pour être le créateur de la franchise Pokémon et le fondateur et président du développeur de jeux vidéo Game Freak.
Passionné de jeux d'arcade durant sa jeunesse, il écrit et édite son propre fanzine de jeux vidéo nommé Game Freak qui le fera rencontrer Ken Sugimori, avant de le transformer en la société de développement du même nom.
Game Freak créa indépendamment le jeu « Quinty » (ou « Mendel Palace » en Occident),ce qui fut la clé de son développement. Il affirme que c'est à la suite de la vision de câbles link entre deux consoles portables Game Boy qu'il a imaginé des insectes rampant dessus et s'est efforcé d'en faire un jeu vidéo. Celui-ci deviendra Pokémon Rouge et Pokémon Bleu (1996), relançant les ventes de la Game Boy de Nintendo. Ce jeu issu de six années de travail donne naissance à la franchise à succès Pokémon. Satoshi Tajiri continue de travailler comme concepteur sur la franchise jusqu'au développement de Pokémon Rubis et Saphir (2002), puis devient uniquement producteur délégué.
Tajiri travaille également sur d'autres projets, notamment plusieurs jeux Mario. Il est également producteur délégué du film Pokémon : Détective Pikachu (2019).

## Jeunesse
Satoshi Tajiri est né à Tokyo d'un père vendeur automobile pour Nissan (Yamasaru Satori) et d'une mère au foyer, Nol Niyan (nom de jeune fille). Enfant, Tajiri faisait une collection d'insectes, ce qui deviendra une source d'inspiration pour son travail dans le jeu vidéo plus tard. Il était tellement intéressé par la collecte et l'étude des insectes qu'il hérita du surnom « Dr Insecte » (昆虫博士, konchū hakase) par ses pairs.
Satoshi devient passionné par les jeux d'arcade adolescent ce qui le conduit à vouloir créer lui-même des jeux vidéo. Après avoir démonté sa Famicom, pour voir comment elle fonctionnait, il gagne un concours de création de jeu vidéo organisé par Sega.
À cause de sa fascination pour les jeux vidéo, Satoshi Tajiri faillit ne pas obtenir son diplôme de fin d'études. Son père tente même de lui donner un travail chez The Tokyo Electric Power Company mais Tajiri refuse.
Satoshi Tajiri n'a pas de troubles du spectre autistique. Plusieurs sources l'affirment après le succès du jeu Pokémon, mais cette rumeur est démentie par le studio Game Freak, le studio de Satoshi Tajiri, en 2022. La rumeur semble remonter à une biographie de Tajiri écrite par Lori Mortensen en 2009 et dont l'autrice s'est fondée sur une fausse page de profil de Tajiri sur MySpace,,,.

## Parcours professionnel
Dans les années 1980, Satoshi Tajiri crée le magazine de jeux Game Freak. Le rejoindra en premier Ken Sugimori, qui a dessiné toutes les images de Pokémon. Le 26 avril 1989, ils fondent leur studio de développement de jeux vidéo qu'ils appellent Game Freak, comme leur magazine. En 1991, Tajiri découvre la Game Boy de Nintendo. Quand il voit pour la première fois les « Câbles Link », câbles de connexion permettant un jeu multijoueur entre deux Game Boy, il imagine aussitôt des insectes qui rampaient le long de ceux-ci. Les Pokémon étaient nés dans son esprit. Le jeu se base au départ sur certaines des idées de « Creatures », un autre studio concevant des jeux vidéo. Après Game Freak, Tajiri part travailler pour Nintendo et continue à réfléchir au développement de ses insectes. Il devient ami avec Shigeru Miyamoto, le créateur des séries Mario et Zelda. En référence à Miyamoto et Tajiri, Satoshi et Shigeru sont des noms par défaut sélectionnables par le joueur pour son personnage ou pour le rival dans Pokémon Vert et Rouge. Plus tard, ces mêmes noms ont servi dans la version japonaise du dessin animé Pokémon, où Sacha (inspiré par le personnage jouable du jeu vidéo) est appelé Satoshi et Régis (inspiré par le personnage rival du jeu vidéo) est appelé Shigeru.

## Travaux
- 1989 : Mendel Palace, producteur, directeur, game design[9]
- 1992 : Magical Tarurūto-kun, producteur[10]
- 1993 : Mario & Wario, directeur, game design[11]
- 1994 : Pulseman, direction et game design[12]
- 1996 : Pokémon Rouge et Bleu (Pocket Monsters Rouge et Vert au Japon), directeur, game design, scénario, création des terrains[13]
- 1997 : Bushi Seiryuuden: Futari no Yuusha, concept, game design[14]
- 1998 : Pokémon Jaune : Édition spéciale Pikachu (version modifiée de Pokémon Rouge et vert ), directeur, game design, scénario, création des terrains[15]
- 1999 : Pokémon Or et Argent, directeur, game design[16]
- 2000 : Pokémon Cristal (version modifiée de Pokémon Or et Argent), directeur[17]
- 2002 : Pokémon Rubis et Saphir, directeur exécutif[18]
- 2003 : Pokémon Box: Ruby & Sapphire, directeur exécutif[19]
- 2004 : Pokémon Émeraude (version modifiée de Pokémon Rubis et Saphir), directeur exécutif[20]
- 2004 : Pokémon Rouge Feu et Vert Feuille (remake de Pokémon Rouge et Bleu), scénario, directeur exécutif[21]
- 2005 : Drill Dozer, producteur délégué[22]
- 2006 : Pokémon Perle et Diamant, producteur délégué[23]
- 2008 : Pokémon Platine (version modifiée de Pokémon Perle et Diamant), producteur délégué[24]
- 2008 : Super Smash Bros. Brawl, superviseur sénior[25]
- 2009 : Pokémon Or HeartGold et Argent SoulSilver (remake de Pokémon Or et Argent), producteur délégué[26]
- 2010 : Pokémon Noir et Blanc, producteur délégué
- 2011 : Pokémon Noir 2 et Blanc 2 (suites de Pokémon Noir et Blanc), producteur délégué
- 2013 : Pokémon X et Y, producteur délégué
- 2014 : Pokémon Rubis Oméga et Saphir Alpha (remake 3D de Pokémon Rubis et Saphir), producteur délégué
- 2015 : Tembo the Badass Elephant, producteur délégué
- 2016 : Pokémon Soleil et Lune, producteur délégué
- 2017 : Pokémon Ultra-Soleil et Ultra-Lune, producteur délégué